# 七美水庫
七美水庫，是七美嶼唯一的水庫與主要用水來源，七美鄉是澎湖縣全境少數沒有缺水危機的地方，一方面地下水相當充足，一方面因為人口少觀光客也不多， 而此水庫的興建也發揮到涵養水源的功用，並且也提供水鳥棲息的空間。

## 興建與沿革
七美鄉係澎湖縣最大離島鄉，人口約4,500人，早期由於該鄉僅有簡易自來水，不足供應供應居民飲用，因此辦理七美水庫工程施工，計畫水庫完成後可解決七美鄉各村落之飲水之需，近幾年，由於發現水庫漏水導致除水量不足，而有超抽地下水導致地層下陷之虞，故研擬興建海水淡化廠，以增加七美地區的用水供給。
當時由台灣省水利局花七千萬元新台幣興建，主要目的是在為七美鄉另闢水源，但水庫完工的頭六年，只有大約在第三年時的艾貝颱風襲澎湖時到達滿水位，其他時間都沒有蓄滿水，而這僅有的滿水位，卻因為當時沒有淨水廠被迫把水排掉，因此引來很大的爭議。
七美水庫1991年完工啟用，正常蓄水位標高24公尺。1994年艾貝颱風襲澎時，水庫到達滿水位溢流，隔3天後，水位立即下降數公尺，顯見漏水問題已有20多年之久。經查七美水庫岩盤間細縫較大，所以此種問題並不容易徹底改善，只能藉由在水庫底層表面鋪設不透水布，但只要不透水布毀壞就會持續漏水。
該水庫由台灣省水利局第六工程處負責興建與規劃，並於1991年（民國80年）10月完工，初期由該處管理，精省之後則由經濟部水利署第六河川局負責管理。

## 基本資料
- 集水面積1.137平方公里
- 正常蓄水位標高24公尺，最高洪水位標高 24.915 公尺
- 滿水位面積11.395 公頃
- 總蓄水量228,000立方公尺
- 計畫有效蓄水量225,000立方公尺
- 壩頂標高26.5公尺
- 最大壩身高度14公尺
- 壩頂長度146公尺
- 壩頂寬度6公尺

## 外部連結
- 經濟部水利署（页面存档备份，存于）
- 七美水庫相片集（页面存档备份，存于）